# Ронкобелло
Ронкобелло (італ. Roncobello) — муніципалітет в Італії, у регіоні Ломбардія, провінція Бергамо.
Ронкобелло розташоване на відстані близько 510 км на північний захід від Рима, 70 км на північний схід від Мілана, 29 км на північ від Бергамо.
Населення — 433 особи (2014).
Щорічний фестиваль відбувається 29 червня. Покровитель — святий Петро.

## Демографія
Населення за роками:

Станом на 1 січня 2023 року в муніципалітеті офіційно проживало 8 іноземців з 6 країн, серед них 2 громадяни країн Євросоюзу та 2 громадяни України.

## Сусідні муніципалітети
- Ардезіо
- Бранці
- Доссена
- Ізола-ді-Фондра
- Ленна
- Моїо-де'-Кальві
- Ольтре-іль-Колле
- Серина